# Papiro de Ipuur

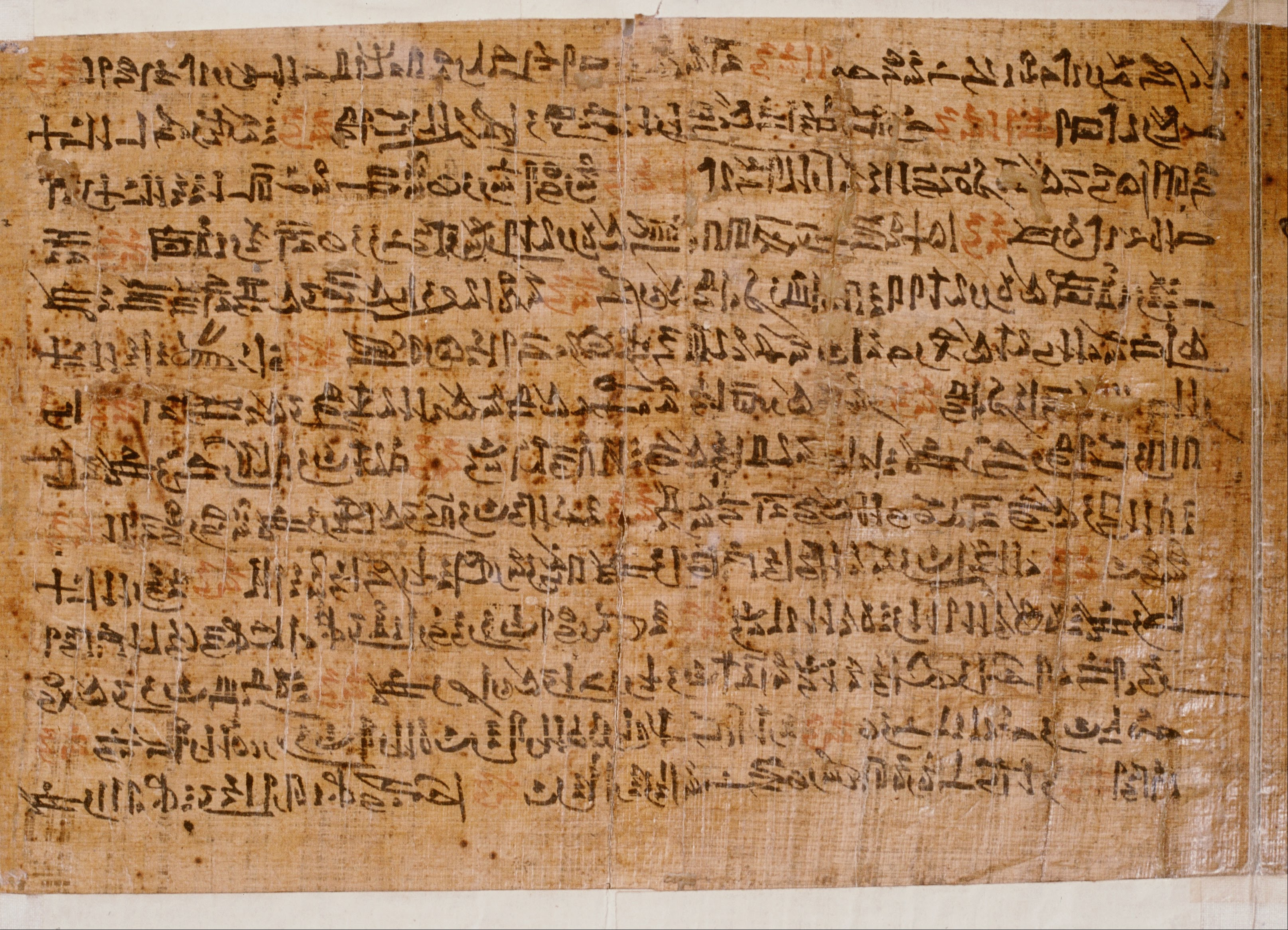
El Papiro de Ipuur es un poema del Antiguo Egipto

El Papiro de Ipuur es un poema del Antiguo Egipto preservado en 17 fragmentos de papiro; clasificado con el nombre de Papiro de Leiden I 344, se encuentra custodiado en el Museo Arqueológico Nacional de Leiden, en los Países Bajos.
También es conocido por otros nombres, como Lamentos de Ipuur, Lamentos de Ipuwer, Admoniciones de Ipuwer o Lamentaciones del sabio Ipuer. 
El manuscrito fue descubierto en Menfis en la primera mitad del siglo XIX, aunque probablemente procedería de Saqqara; tiene 378 cm de longitud y 18 cm de altura; se data al final del siglo XIII a. C., y aunque la época de la composición del poema se desconoce, algunos eruditos han sugerido que se escribió durante el Primer periodo intermedio de Egipto, o entre el final de la Dinastía XII y el Segundo periodo intermedio de Egipto, de ca. 1850 a 1600 a. C. 
El relato se considera histórico. Muestra la caída del Imperio Antiguo de Egipto, o un lamento inspirado por el supuesto caos del Segundo periodo intermedio, varios siglos después o, posiblemente, una combinación de ambos sucesos. 
Ipuur (Ipu ur), "el príncipe Ipu", partidario del viejo orden, describe un Egipto afligido por desastres naturales y en un estado de caos, un mundo revuelto donde el pobre se hace rico, y el rico pobre, y la guerra, el hambre y la muerte están por todas partes. Un síntoma de este desplome del viejo orden es el lamento donde los sirvientes abandonan su servidumbre y se comportan con rebeldía. 
A causa de esto, y de afirmaciones como "el río es sangre", algunos han interpretado el documento como un relato egipcio de las plagas de Egipto descritas en el libro del Éxodo del Antiguo Testamento, y a menudo es citado como prueba del texto bíblico por algunas organizaciones religiosas. El director de cine norteamericano James Cameron también cita este papiro como una de las pruebas del relato bíblico del Éxodo en su documental The Exodus Decoded.